# 景教経典
景教経典（けいきょうけいてん）は、唐代に漢文で書かれた景教（キリスト教ネストリウス派）の文書を指す。単に景典とも呼ぶ。20世紀前半以降に発見された。
中国語（漢文）に翻訳されたキリスト教文献として現存最古のものである。

## 概要
大秦景教流行中国碑によると、西暦635年に阿羅本が景教の経典を持って長安にいたり、布教を許されて大秦寺を建て、経典を翻訳したという。また後述の「尊経」によると、経典は530種があったが、そのうちの30種を後に景浄（アダム、大秦景教流行中国碑の撰述者）が翻訳したという。
「翻訳」とされるが、漢訳される元の文章は同定されていない。実際には翻訳とは考えがたい書物も多く、中国で作られ、権威づけのために翻訳とされたものもあったと考えられる。
景教経典の漢文は特殊な点が多く、充分な解読が行われていない。しばしば仏教用語を流用している（仏・世尊・阿羅漢・慈恩・苦界・悪道・一切衆生・因縁・善根・果報・布施・功徳・劫など）。また天使を「飛仙」とするような道教的な要素も見られる。
漢訳された景教文書はその多くが20世紀前半に発見され、ポール・ペリオ、羽田亨、佐伯好郎らが研究した。敦煌文献とされることが多いが、大部分の文書の実際の出処ははっきりしない。羽田亨旧蔵の経典は、現在は武田科学振興財団杏雨書屋が所蔵している。
『大正新脩大蔵経』は外教部に「序聴迷詩所経」(2142)「景教三威蒙度讚・尊経」(2143)を収める。

## 現存する文書

### 景教三威蒙度讚および尊経
敦煌で発見され、ポール・ペリオが入手した(P3847)。現在はフランス国立図書館に存する。「尊経」には景浄が翻訳したという35種の文書の名を記す。

### 一神論
杏雨書屋所蔵。405行、7000字ほどが残る。「喩第二・一天論第一・世尊布施論第三」の篇題がついている。巻末に「一神論第三」と記す。「尊経」には載っておらず、羽田亨によると貞観15年（641年）ごろに作られた、景浄以前の著作である。
宇宙万物が一神の所宰することを述べ、また山上の垂訓に相当する箇所がある。

### 序聴迷詩所経
杏雨書屋所蔵。170行が残る。羽田亨によれば敦煌文献であり、「支那の某氏」から高楠順次郎経由で羽田亨の手に入った。これも「一神論」と同じころの著作であり、奇怪な文章で書かれている。仏教や忠孝について説いているところから、翻訳ではなく、キリスト教の教義を唐の国情にかんがみて潤色を加えたものだろうという。
十戒に相当する「天尊の十願」が記されているが、偶像崇拝の禁止、および安息日を守ることは記されていない。
後半部分にはマリアの受胎からはじまってイエス・キリストの生涯を記す。
題の意味はよくわからない。羽田亨は「序聴」は「イエス」の音写（「聴」はおそらく「聡」の誤字かという）、「迷詩所」は「迷詩訶」の誤りで「メシア」の音写と考えた。

### 志玄安楽経
杏雨書屋所蔵。159行、約2600字が残るが、単に用語だけでなく、全体の体裁も仏典に似る。「尊経」では3番目にあげられている。弥師訶（メシア）が岑穏僧伽（羽田亨によると「僧伽」はソグド語の sang（石）で、この名前はシモン・ペテロにあたる）の問いに答えて安楽道を説くもの。

### 大秦景教大聖通真帰法讃および大秦景教宣元至本経
「宣元至本経」は冒頭10行（「大秦景教宣元本経」と題す）と末尾30行が残る。この経名は「尊経」の2番目に記されている。末尾部分と「大聖通真帰法讃」はもと李盛鐸の所蔵であったものを小島靖が将来したといい、羽田亨は敦煌文献であると考えたが、林悟殊らはこれを疑い、贋作とした。内容は『老子道徳経』の注釈で、そこにキリスト教的な概念を盛りこんだもの。
「大聖通真帰法讃」は18行で、佐伯によると礼拝式に関する注意書きである。式で読まれる書の名として「天宝蔵経」（不詳）、「多恵聖王経」（ダヴィデ詩篇）、「阿思瞿利律経」（思は萬の誤り、福音書）などがあげられているが、これらはいずれも「尊経」に見える。
「宣元至本経」の末尾には開元5年（717年）、「大聖通真帰法讃」は開元8年（720年）の筆写年が記されているが、羽田亨はこの年代を疑わしいとして、晩唐のものと考えた。

### 大秦景教宣元至本経および大秦景教宣元至本経幢記
1976年に洛陽から出土した経幢（石柱）に書かれていた。経幢はしばらく放置されたのちにいったん盗まれたが、2006年に江蘇省無錫で見つかり、洛陽に戻された。大秦景教宣元至本経は日本のものと10行目までが一致する。残りは今回はじめて知られたもの。また、経幢記は当時の洛陽にキリスト教徒のソグド人が住んでいたことを明らかにした。